# Гоцатль Большой
Гоцатль Большой (авар. ГьоцIалъ, Хунзахский район, Республика Дагестан) — аварское село (аул), расположенное в горной котловине на высоте 1140 м над уровнем моря на берегу Гоцатлинского водохранилища. Один из крупных и известных центров народных художественных промыслов Дагестана. Родина второго имама Дагестана Гамзат-Бега.

## География
Аул расположен в 120 км от Махачкалы, в горной котловине, среди лесистых хребтов, на пересечении западной и центральной части республики, на высоте 1100 метров над уровнем моря. На Юго-Востоке села расположено Гоцатлинское водохранилище, образованная после строительства ГЭС. В географическом строении поверхности — глинистые сланцы, которые благодаря мягкости легко выветриваются и смываются. Поэтому очертания поверхности здесь более мягкие. Климат отличается сухостью и континентальностью. Природа окрестностей аула своеобразна, что объясняется расчлененностью рельефа и континентальным характером климата. Растительность типична для сухоустойчивых районов. На северных склонах хребтов, окружающих село, растут сосновые леса, кое-где с примесью березняка. На этом месте распространены и горные степи, с сухолюбивой растительностью: шалфей, луговой, ковыль, типчак, мятник, клевер луговой, таволга вязолистная, и другие. Выше, где влажности больше, распространены субальпийские луга с более пышной и разнообразной растительностью. На лугах своеобразные ярко цветущие растения: розовая ромашка, васильки, гвоздика и другие. Пологие склоны долины заняты террасно расположенными садами и виноградниками. Садоводство было основным занятием населения до развала Советского Союза. Здесь растут яблоки, груши, абрикосы, слива, вишня, черешня, а благодаря мягкому микроклимату — теплолюбивая хурма и другие плоды.
«Это аул с красивыми домами, с чистыми дворами и фруктовыми садами. Женщины, особенно девушки, очень красивы. Основные блюда — аварский хинкал, кукуруза с мясом. Мужчины и женщины одеваются чисто и нарядно, одежда из различных тканей. Язык аварский. Овец мало. Женщины носят золотые и серебряные серьги, браслеты и кольца»,- так вспоминал про аул зять имама Шамиля Абдурахман. 

## История
Судя по древним археологическим находкам, жизнь на этом месте зародилась более полутора тысяч лет назад. О поселении древних людей на этом месте свидетельствовали кладбища и надгробные плиты у берега горной реки. Согласно историческим летописям, первые маленькие хутора нынешнего аула появились 600—700 лет назад. Сакли были построены на краю высокой, обрывистой скалы тремя братьями. Это было самым удобным местом в случае нападения неприятеля.
Существует несколько версий происхождения названия села. Одни утверждают, что имя селу дало увлечение его жителей разведением пчел, то есть название связано с лексическим значением слова Гоцатль по-аварски — «мёд». Другие считают, что оно произошло от названия хребтов, скалистого рельефа большого каменистого взгорья, на котором расположен аул. Третьи полагают, что имя аулу дали приезжие грузины, которые сочли это место удобным для жизни. Грузины остановились там, где нашли колодец и назвали его Хуцатлинским, что в переводе означает «чистый, прозрачный».
В 1892 году в ауле проживали 996 человек из них 536 мужчин и 460 женщин. Всего 252 семьи. На сегодняшний день в самом ауле проживают более 2800 жителей и 990 хозяйств и столько же считают себя гоцатлинцами, не проживая на территории аула. Семь раз аул подвергался полному уничтожению и разорению. Однако гоцатлинцы каждый раз возрождали свой аул. В 1834 году во время Кавказской войны генерал Клюки фон Клюгенау штурмовал Гоцатль.

## Гоцатлинское серебряное дело
Селение Гоцатль Хунзахского района является одним из крупных и известных центров народных художественных промыслов Дагестана. Здесь издавна получили развитие такие виды народных ремесел, имеющих свои глубокие самобытные традиции, как изготовление медночеканных изделий, ювелирное дело и оружейное производство, а также выделка безворсовых ковров «давагъин». В прошлом аварские селения Гоцатль и Ичичали обеспечивали медной посудой центральные и северные районы Нагорного Дагестана. Мастера-медночеканщики изготовляли разнообразную бытовую утварь: большие луженные, отделанные гравированным и рельефным чеканным орнаментом водоносные кувшины, малого размера кувшины для питья и умывания, ритуальные подносы с крупным орнаментом, используемые во время свадебных торжеств, котлы и другую кухонную посуду. Эти сосуды не только удовлетворяли нужды населения в прочной бытовой посуде, но и являлись составной частью убранства интерьера горских жилых помещений.
Самобытные художественные традиции ювелирного дела, изготовления и украшения холодного и огнестрельного оружия в Гоцатле складывались на протяжении ряда столетий. В истории развития гоцатлинских народных ремесел были периоды их подъема и стабильного развития, были и времена их упадка и застоя. Процесс этот был характерным и для промыслов сел. Кубачи, Кази-Кумух и других.
В XVII—XVIII вв. в Гоцатле значительного развития достигло ювелирное искусство — изготовление разнообразных женских украшений из серебра, имеющих свои характерные и глубоко традиционные формы всевозможных подвесок, браслетов, колец, серег, нашивок на головной убор, поясов, пуговиц, заколок и т. д., декорированных с использованием черневого узора, зерни, накладной филиграни, инкрустации полудрагоценными камнями или цветными стеклами.
В XIX в. мастера-ювелиры Гоцатля достигли большого совершенства в изготовлении серебряных мужских наборных поясов, газырей (деталей мужского костюма), в художественной отделке серебром с черневым орнаментом кинжалов, шашек и кремневых пистолетов. Оружие гоцатлинских мастеров, в отличие от оружия лакских и кубачинских мастеров, украшалось более сдержанно и скромно. Серебряные детали ножен кинжалов и шашек, огнестрельного оружия отделывались крупным черневым орнаментом. В украшении оружия мастера придерживались принципа функциональной оправданности серебряных с чернью деталей — их располагали в тех местах, где была необходима наибольшая прочность — на концах и середине ножен кинжалов и шашек, на рукоятке кремневых пистолетов, на местах соединения ложа со стволом.
Изготовляли и самые разнообразные женские серебряные украшения, ассортимент которых был особенно богат и разнообразен к свадебному женскому костюму. Изделия гоцатлинских мастеров имели промысловый характер — их художественно отделанное оружие, мужские наборные пояса и серебряные женские украшения находили сбыт во многих населенных пунктах Дагестана и Северного Кавказа.
Во второй половине XIX — начале XX в. значительное развитие получило в Гоцатле изготовление и украшение холодного и огнестрельного оружия. По данным крупнейшего и авторитетного исследователя кавказского оружия Э. Г. Аствацатуряна в XIX- начала XX вв. в Гоцатле «проживала семья потомственных кузнецов, пользовавшихся очень хорошей репутацией. Это были Молла Гитиномагомаев (род. в 1830 г.), его сыновья Амирхан Моллаев (род. в 1830 г.), сын последнего Алибек Амирханов (1863—1940) — наиболее прославленный мастер и его сыновья; также кузнецы Магомед (род. в 1893 г.) и Сулейман (род. в 1903 г.).
Во 2-й половине XIX в. здесь работали потомственные серебряники братья Магомед (1850—1940) и Исмаил (1857—1920) Газиевы и их потомки Шамиль (род. в 1891 г.) и Джамалудин Газиевы, Магомед Джамалудинов, Магомед Исмаилов (род. в 1900 г.), а также мастер Магомед-Гаджи Магомедбеков (1837—1937), его сыновья Гаджияв (род. в 1892 г.) и Магомед (род. в 1905 г.) и внук Магомед Гаджиев (род. в 1922 г.)».
Отдельные образцы художественно отделанного оружия того времени из Гоцатля хранятся в Государственном историческом музее (ГИМ) в Москве. Это кинжал работы Магомеда Газиева, украшенный симметричной композицией растительного орнамента, выполненного путем глубокой гравировки с использованием черни (на кинжале указаны имя мастера, название селения и дата: Мухаммед, Гоцатль, 1328 г. хиджры, что соответствует 1910 году нашего летосчисления. Там же хранится и серебряный женский пояс работы того же мастера, отделанный растительным орнаментом.
Изделия М.Газиева в то время высоко ценились и пользовались широкой известностью благодаря высокому уровню их исполнения и превосходной художественной отделке.
Мужской наборный пояс из серебра, отделанный растительным орнаментом работы мастера Гаджиява Магомедбекова (род. в 1892 г.) с арабской надписью «Владелец Гаджияв. 1337 г. хиджры», что соответствует 1918 году нашего летосчисления, также хранится в ГИМе.
Имеются сведения о том, что в Гоцатле изготовлялось и огнестрельное оружие.
Э. Г. Аствацатурян в своей книге «Оружие народов Кавказа» пишет, что в «в Гоцатле во времена Шамиля жили две-три семьи, занимавшиеся изготовлением оружия для его армии. Известный всему Дагестану мастер Молла Задиев отливал пушки, производил винтовки и пистолеты. Мастер Гусейн Шамилов отливал для армии Шамиля небольшие пушки. Он был учеником Молла Задиева и достиг высокого мастерства».
Традиции изготовления оружия во 2-й половине XIX — начале XX в. в Гоцатле базировались на длительном опыте изготовления и художественной отделке холодного и огнестрельного оружия в предшествующее время.
В первой половине XX в. ювелирное искусство гоцатлинцев пришло в упадок: сократились заказы, снизился сбыт изделий на внутреннем и внешнем рынке. Многие мастера стали покидать родные места и уезжать на заработки в Закавказье, Среднюю Азию и южные районы России. Оно начало возрождаться в середине 50-х годов XX в.
В 1958 г. в Гоцатле по инициативе и непосредственном участии потомственного мастера ювелира, ныне народного художника Российской Федерации и Республики Дагестан Магомеда Казиевича Джамалудинова была организована артель, выпускающая серебряные рюмки, стопки, декоративные вазы, застольные рога, оправленные серебром или мельхиором, а также медночеканную посуду. Большую помощь в обучении молодых гоцатлинских мастеров оказали кубачинские мастера, братья Гаджиахмед и Ибрагим Гаджиахмедовы, которые несколько лет проработали в Гоцатле.
В 1960 г. артель была преобразована в Гоцатлинский художественный комбинат, который выпускал довольно широкий ассортимент ювелирных серебряных изделий с гравировкой и чернью — броши, кулоны, кольца, браслеты, пояса, женские гарнитуры, а также высокохудожественные изделия — кувшины, вазы, винные и коньячные сервизы. Комбинат выпускал и медночеканные изделия — водоносные кувшины, небольшие кувшины для умывания, котлы и т. д.. Ковровый цех производил безворсовые ковры паласы, а также вязаные шерстяные узорные носки.
Следует подчеркнуть, что в возрождении гоцатлинского ювелирного искусства, и не только его в возрождении традиционного аварского художественного серебра, обладающего достаточно ярко выраженными особенностями форм самых различных изделий, самобытными художественно-стилистическими чертами, исполненными с применением самых разнообразных художественно-выразительных средств и набором различных орнаментальных композиций, а также в определении художественной направленности гоцатлинского комбината большую роль сыграл Магомед Казиевич Джамалудинов.
Выдающийся мастер-ювелир современности, подвижник традиционного народного искусства Дагестана, болеющий душой за сохранение, возрождение и дальнейшее развитие народных художественных промыслов Дагестана. Магомед Казиевич внес огромный вклад в развитие не только искусства гоцатлинцев, но и декоративно-прикладного искусства Дагестана и России. Без его высокохудожественных произведений ювелирного искусства, без его рукотворных шедевров немыслимо представить декоративно-прикладное искусство Дагестана и России 2-й половины XX в. и начала XXI в.
Большой вклад в развитие искусства гоцатлинцев внесли также заслуженный деятель искусств РФ и РД, лауреат Государственной премии РСФСР им. И. Е. Репина Базарган Гимбатович Гимбатов, заслуженный деятель искусств Дагестана Султан-Ахмед Магомедалиев, а также мастера М.Батыралиев, Т. Б. Гаджимирзоев, М.Абдурахманов, М.Умалатов, Г.Абдухалилов, М.Ибрагимов, З.Абдулмеджидов, медночеканщик М.Нурмагомедов и многие другие. Серебряные и медночеканные изделия гоцатлинских мастеров неоднократно экспонировались на отечественных и международных выставках, в том числе: на Всероссийском смотре-выставке 1960 г. в Москве (присужден Диплом Iстепени), на Выставке достижений народного хозяйства СССР, Москва — 1968 г. (присужден Диплом П-й степени), на Международных выставках в Монреале (Канада) в 1967 г. и Осаке (Япония) в 1970 г.
Изделия гоцатлинских мастеров-ювелиров и оружейников хранятся в Государственном историческом музее (ГИМ), во Всероссийском музее декоративно-прикладного и народного искусства, Государственном музее искусств народов Востока (ГМИНВ) в Москве; в Российском этнографическом музее в Санкт-Петербурге, а также в республиканских музеях — Дагестанском объединенном историко-архитектурном музее им. А. А. Тахо-Годи и Дагестанском музее изобразительных искусств им. П. С. Гамзатовой.
Ныне на Гоцатлинском художественном комбинате изготовлением художественных изделий занято около 50 человек. Однако комбинат, как и многие предприятия народных художественных промыслов Дагестана, в связи с переходом к рыночной экономике, переживает трудные времена. Чтобы выжить в нынешних условиях сравнительно недавно комбинат начал выпускать пользующиеся спросом у населения металлические (медные и латунные) люстры, недорогие сервизы из мельхиора и другие изделия. Можно надеяться, что Гоцатлинский художественный комбинат займет достойное место в системе традиционных народных художественных промыслов Республики Дагестан.

## Известные уроженцы
Аул богат своей историей, традициями и людьми, известными не только в Дагестане, в России, но и далеко за границей. Выходцами из этого аула являются:
- Алисканди — потомок дяди пророка Мухаммеда (с.а.в.), известный мудрец и предводитель;
- Гамзат-бек Гоцатлинский — второй имам Чечни и Дагестана (1832—1834)
- Джамалутдинов Магомед Казиевич — первый на Северном Кавказе Народный художник России (1999)
- Набиева, Зейнаб Набиевна — народная артистка РСФСР (1960)

## Туризм
Гоцатль — один из туристических центров Дагестана. В 2020 году аул посетили более 20 тыс. туристов.

## Цитаты
«Веками трудились в Дагестане непревзойденные его народные умельцы: златокузнецы аула Кубачи, серебряных дел мастера Гоцатля. Унцукульцы из дерева создавали рукотворные поэмы, дербентские, табасаранские женщины на ковры переносили все сто красок земли моей, балхарки на глиняных кувшинах писали таинственные стихи».
Расул Гамзатов 